# لئونارد مرزین
لئونارد مرزین (انگلیسی: Leonhard Merzin; ۱۰ فوریهٔ ۱۹۳۴ – ۲ ژانویهٔ ۱۹۹۰) بازیگر اهل کشور استونی بود.
از فیلم‌ها یا برنامه‌های تلویزیونی که وی در آن نقش داشته‌است می‌توان به شاه لیر، در شن‌های سیاه اشاره کرد.